# Алещенко Арсентій Васильович
Арсентій Васильович Алещенко (нар. 3 квітня 2001 — пом. лютий 2022, Маріуполь, Донецька обл.) — матрос, військовослужбовець підрозділу Військово-Морських Сил Збройних Сил України, учасник російсько-української війни, який загинув у ході російського вторгнення в Україну у 2022 році.

## Життєпис
Народився 3 квітня 2001 року.
З 30 серпня 2013 року до 09 червня 2016 року навчався у Кіровоградській школі-інтернаті, ліцеї «Сокіл». Був вихованцем III кадетського взводу, активним учасником заходів з життя кадетського підрозділу. Займався греко-римською боротьбою.
На початку бойових дій на Сході проходив військову службу у складі 36 ОБрМП.
Загинув в боях з російськими окупантами при обороні міста Маріуполя.

## Нагороди
- орден «За мужність» III ступеня (2022, посмертно) — за особисту мужність і самовіддані дії, виявлені у захисті державного суверенітету та територіальної цілісності України, вірність військовій присязі.